# Shimada

Shimada (島田市 Shimada-shi?) este un municipiu din Japonia, prefectura Shizuoka.